# سول کمبل
سول کمبل (انگلیسی: Sol Campbell؛ تلفظ نام‌خانوادگی: ‎/ˈkæmbəl/‎) بازیکن فوتبال سابق، زادهٔ ۱۹ سپتامبر ۱۹۷۴، اهل کشور انگلستان است که سابقهٔ بازی در تیم ملی فوتبال انگلستان را در کارنامهٔ خود دارد. وی در تاریخ ۱۸ مه ۱۹۹۶ نخستین بازی ملی خود را در مقابل تیم ملی فوتبال مجارستان انجام داد و با حضور در ۷۳ بازی ملی، در تاریخ ۲۱ نوامبر ۲۰۰۷ واپسین بازی ملی‌اش را در برابر تیم ملی فوتبال کرواسی برگزار کرد.
این بازیکن توانسته در ۷۳ بازی‌ ملی، ۱ گل به ثمر برساند.
او اولین بار بازوبند کاپیتانی تیم ملی انگلستان را در سال ۱۹۹۸ در حالی که تنها ۲۳ سال سن داشت به بازو بست و پس از بابی مور دومین کاپیتان جوان تاریخ انگلیس لقب گرفت. کمبل همچنین در مسابقات جام جهانی ۲۰۰۲ و یورو ۲۰۰۴ در تیم برتر جام قرار گرفت. 
او پس از ۹ سال و ۲۲۵ بازی برای تاتنهام و در حالی که در مصاحبه‌ای گفته بود هیچ‌گاه برای آرسنال بازی نخواهد کرد به رقیب سرسخت و سنتی تاتنهام پیوست؛ این انتقال جنجال زیادی به همراه داشت.